# Leif Cuzner
Leif "Leffe" Cuzner, född 6 april 1973, död 4 juni 2006 i Montreal, var en svensk death metal-musiker.
Cuzner bildade 1987 bandet Nihilist tillsammans med Nicke Andersson och Alex Hellid. Cuzner spelar basgitarr på demon Premature Autopsy och gitarr på demon Only Shreds Remain. På splitskivan Hard Raw Fast spelar han gitarr. På samlingsalbumet Nihilist (1987–1989) trakterar han såväl gitarr som basgitarr. Efter tiden i Nihilist spelade han för en kort tid gitarr i Lobotomy.
På Entombeds debutalbum Left Hand Path från 1990 har Cuzner tillsammans med Nicke Andersson och Uffe Cederlund komponerat musiken.
Leif Cuzner begick 2006 självmord genom att hänga sig.